# Ermolajev Er-2
Ermolajev Er-2 je bil dvomotorni propelerski bombnik z dolgim dosegom, ki so ga uporabljale Sovjetske letalske sile med 2. svetovno vojno. Po začetku operacije Barbarosa se je uporabljal za bombardiranje Berlina. Razvit je bil iz potniškega Bartini Stal-7. Proizvodnja se je končala avgusta 1941, ker se je tovarna osredotočila na proizvodnjo jurišnikov Iljušin Il-2. Leta 1943 so ponovno zagnali proizvodnjo z novimi bolj ekonomičnimi dizelskimi letalskimi motorji Čaromski AČ-30B. 

## Specifikacije (Er-2/Ač-30B)
- Posadka: 4
- Dolžina: 16,42 m (53 ft 10½ in)
- Razpon kril: 23 m (75 ft 5½ in)
- Višina: 4,82 m (15 ft 10 in)
- Površina kril: 79 m2 (850 ft2)
- Prazna teža: 10455 kg (23049 lb)
- Gros teža: 18580 kg (40961 lb)
- Motor: 2 × Čaromski AČ-30B 12-valjni dizelski motor, 1118 kW (1500 KM) vsak

- Maks. hitrost: 420 km/h (261 mph)
- Dolet: 5500 km (3418 milj)
- Višina leta (servisna): 7200 m (23620 ft)

- Orožje:
- 1 x 12.7 mm UBT strojnica v nosu
- 1 x 12.7 mm UBT strojnic v spodnjem delu
- 1 x 20 mm ŠVAK top v zadnjem del9
- Do 5000 kg bomb v notranjem bombnem prostoru